# Cheesesteak

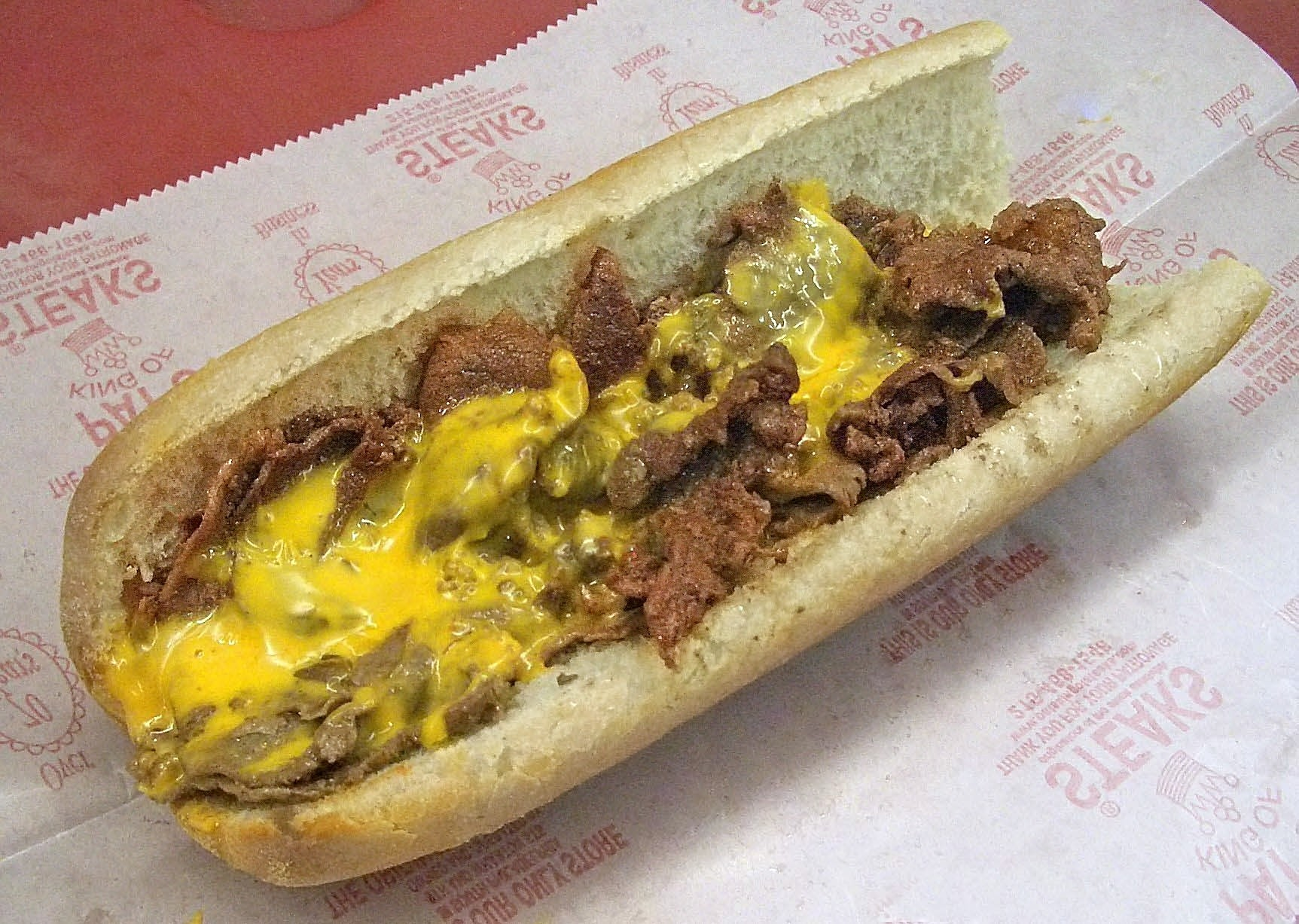
Cheesesteak

Cheesesteak (znany również pod nazwą Philadelphia cheesesteak lub Philly cheesesteak) – rodzaj kanapki pochodzącej z Filadelfii, podawanej w podłużnej bułce pszennej. Składa się głównie z cienko pokrojonych kawałków wołowiny wymieszanych z serem (zazwyczaj typu provolone), przesmażonej cebuli i papryki.
Kanapkę wymyślili prawdopodobnie w latach 30. XX w. bracia Pat i Harry Olivieri z restauracji Pat’s King of Steaks.